# Eva Rivas
Valeriya Asaturyan (en armenio: Վալերիյա Ասադուրյան; Rostov del Don, URSS —actualmente Rusia—; 13 de julio de 1987), más conocida como Eva Rivas (en armenio: Եվա Ռիվաս, en ruso: Ева Ривас), es una cantante armenio-rusa. Representó a Armenia en el Festival de la Canción de Eurovisión 2010 con la canción «Apricot stone». En 2014, se desempeñó como jurado de la tercera temporada de The Voice of Armenia.

## Biografía
Sus padres son armenios y sus abuelos son de origen ruso y griego. Su nombre artístico lo toma de su bisabuela, también de origen helénico. Desde pequeña, siempre se sintió atraída por sus orígenes armenios.

La cultura armenia está en mi sangre. Me estremezco cada vez que escucho una melodía armenia, e incluso si se capturan motivos orientales en las canciones extranjeras, se me pone la "piel de gallina" cuando la estoy oyendo. También, y especialmente cerca de mi corazón, cuando leo la creatividad de Sayat Nova; comprendo muy bien el estado de su alma cuando él trabajaba.
Eva Rivas, entrevista otorgada a la revista Luxury Magazine

Durante los años de estudio en la escuela, participó activamente en la vida social, por lo que fue recompensada con diferentes premios. A lo largo de los años de la escuela primaria que era una cantante solista del coro de Armenia.
En 1996-2004 formó parte, como solista, de uno de los más famosos conjuntos en Rostov llamado "Arevik". Como miembro de éste coro, cantaba desde música clásica a una amplia variedad de estilos, composiciones en ruso y otros idiomas. Durante sus años como solista, ganó varios concursos. En 2000, el conjunto "Arevik" fue galardonado con el título de "Grupo del Año".
En 1997, el grupo ganó el título de "Nacional". Como artista individual, Eva ganó el "Grand Prix" en el Festival de la Canción de Jóvenes "Scarlet Flower".
En 1999, durante los primeros juegos juveniles de Rusia Delphi en la ciudad de Saratov, al tiempo que presenta una canción armenia del repertorio de Rosi Armen, Eva fue galardonada con dos medallas de plata.
En 2003 el conjunto "Arevik" fue galardonado con un diploma en el Primer Concurso de Pan-ruso de los artistas de variedades y Eva ganó un diploma en el concurso de canciones patrióticas organizadas por Nadejda Babkina. En el mismo año se graduó en el estudio "Imagen Elite" y se convirtió en una de las modelos principales del estudio antes mencionado. Le fue otorgado el título de la belleza "Little de Rostov". A la edad de 13 años, y con una altura de 180 cm, Eva ganó el derecho exclusivo de participar en el concurso de belleza para adultos y se le concedió el título de "Miss Talento".
El año 2005 se caracterizó como un año de nuevos logros en la vida de Eva. Se hace con el título de "La Voz de Oro de Rostov", "Miss Perla del Don", además del título de "vice-miss del Cáucaso", en Ereván.
En 2005, durante la ceremonia anual de "Canción del Año de Armenia" ganó el primer premio. Un año más tarde Eva vuelve a ganar un premio del festival "5 estrellas", celebrado en Sochi.
En este mismo año, comienza a informarse acerca de Valeriy Saharyan y en 2008 comenzó a cooperar con la producción "armenio", centro de producción. En la actualidad, "Armenia Producción" está a cargo de todos los obstáculos en el proceso creativo de Eva. Durante la cuarta ceremonia anual nacional "Tashir 2009" Eva logró cantar una de las más difíciles y más antiguas obras de Sayat-Nova llamado "Tamam Ashkharh". Constituye una de sus canciones. El repertorio de Eva abarca también la canción "Lanjer Mardgan", basado en las palabras de Avetik Isahakyan. Actualmente Eva se encuentra grabando un CD ocupados que incluirá canciones de Sayat-Nova. Con el fin de ayudar a Eva en el proceso de cantar canciones armenias nacionales correctamente participará Rubén Matevosyan y otros especialistas.
En 2009 se lanza el videoclip de la canción "Tamam Ashkharh". El director del clip fue Bookhadir Yuldeshev, un director de un gran número de videoclips extranjeros y una serie de películas. Se grabó en 17 días, utilizándose como escenarios diversos lugares de Armenia, Afganistán, Argelia y Uzbekistán.
El 14 de febrero de 2010, Rivas gana la preselección nacional armenia para el Festival de la Canción de Eurovisión 2010 con la canción "Apricot stone". (letra de Karen Kavaleryan, música de Armen Martirosyan).
El 29 de mayo de 2010, tras pasar la semifinal, Eva canta la canción de Apricot Stone representando a su país, Armenia, quedando en 7º lugar, con 141 puntos.

## Discografía

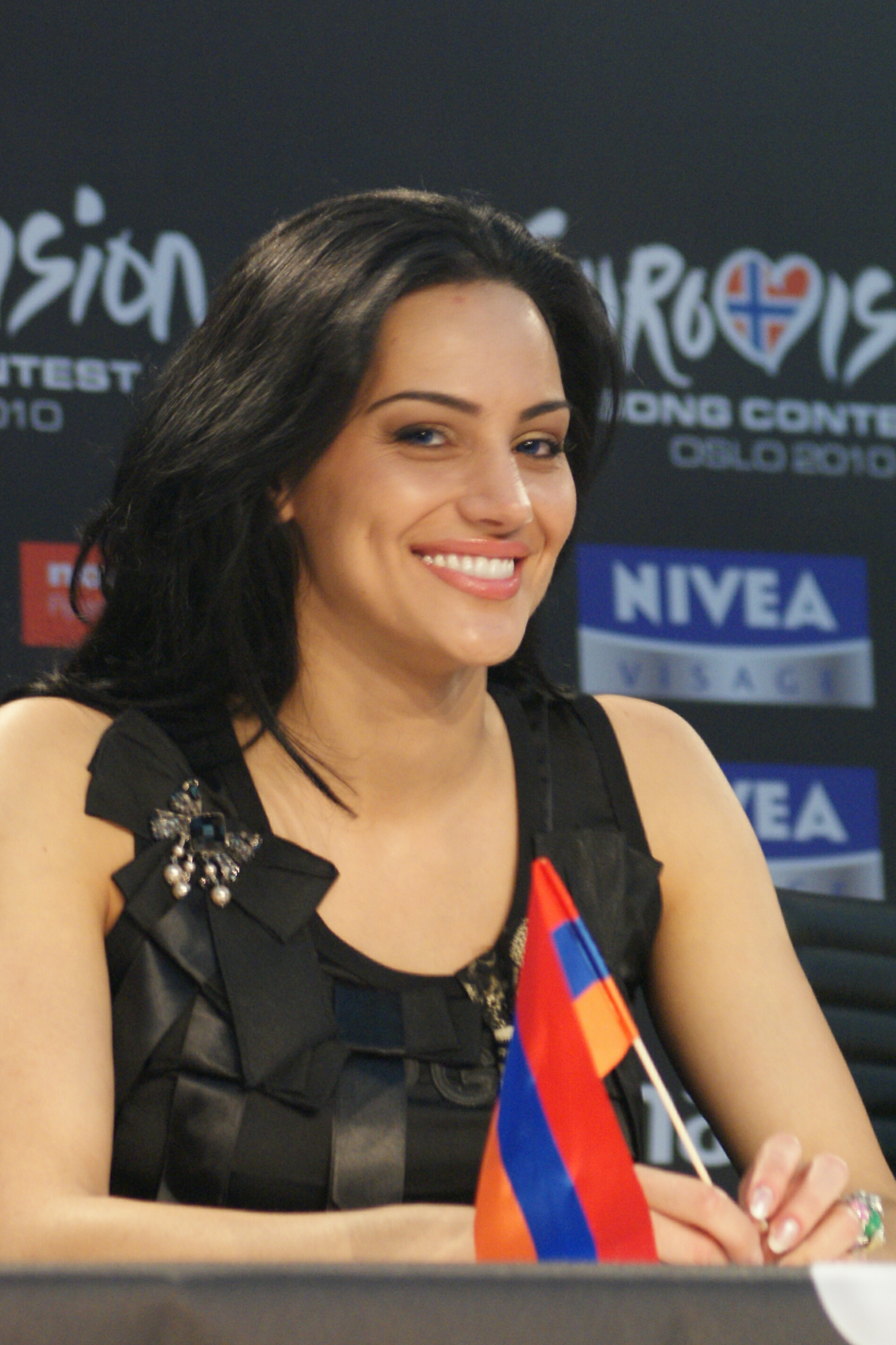
Eva Rivas en una conferencia en Oslo en el marco de Eurovision Song Contest, Mayo de 2010

Sencillos
- Tammam Ashkhar
- Langer Marjan
- Hairenik
- Armenia
- Apricot stone